# 内田流果
内田 流果（うちだ るか、1999年1月27日 - ）は、日本の俳優である。
No.9 Actor所属。

## 略歴
- 昌平高等学校卒業。

## 人物
- 身長は170cm、体重53kg
- 特技は日本舞踏
- スポーツでは野球が好き。
- 趣味は日本史。

## 出演
役名の太字は主演作品。

### 映画
- うけつぐもの（2005年） - 菱川正彦 役
- フリージア（2006年） - スグル 役
- ゲゲゲの鬼太郎（2007年） - 三浦健太 役
- スキヤキ・ウエスタン ジャンゴ（2007年） - 平八 役
- 死にぞこないの青（2008年）
- ゼブラーマン -ゼブラシティの逆襲-（2010年5月）
- ガマゴリ・ネバーアイランド（2012年3月） - 青海竜郎（少年）役
- パーティは銭湯からはじまる（2012年） - 八千雄役
- 益子日和（2012年）[2]
- めめめのくらげ（2013年） - 駿役

### テレビドラマ
- 所さん&おすぎの偉大なるトホホ人物伝（2005年、TX系） - 伊達政宗の幼少時代 役
- はぐれ刑事純情派（2005年、ANB系） - 篠原一浩 役（393話）
- 瑠璃の島（2005年、NTV系） - 今井暁 役
- ハングアウト（2005年、CS ch.403）
- 緋の十字架（2005年）
- 特命!刑事どん亀（2006年、TBS系）5話
- SMAP×SMAP（2007年、CX系） - マジシャンゼロコーナー　健ちゃん 役
- 演歌の女王（2007年、NTV系） - 勝也 役
- 花嫁とパパ（2007年、CX系）
- ロング・ウェディングロード!〜東京VS大阪ワケアリ婚物語（2007年、TBS系） - 東　真一郎 役
- 勉強していたい!（2007年、NHK） - 益田洋二 役（1話）
- 獣医ドリトル（2010年、TBS系） - 原一樹 役（6話）
- 生まれ順別男が結婚する方法・プロポーズ兄弟〜一人っ子〜（2012年2月、CX系） - 鈴木将 役
- Fallen Angel（2012年2月、BS朝日） - 少年 役（4話）
- STAND UP!ヴァンガード（2012年5月、テレビ東京） - ショウ 役
- 一休さん（2012年5月、フジテレビ） - 秀念 役[3]
- 戦力外捜査官（2014年1月、日本テレビ） 堤大介役

### 舞台
- 大奥第一章（2011年10月、明治座・中日劇場） - 竹千代 役
- 戯曲リーディング『子午線の祀り』を読む（2016年10月、世田谷パブリックシアター） - 右衛門督清宗 役
- 第29回池袋演劇祭参加作品「獅子」（2017年、シアターグリーンBOX IN BOX） - 高城栄一役

### CM
- 東芝 「ザ・フロントインドラム」「鮮蔵庫」「大清快」「石窯オーブン」「置けちゃうビック」（2005年 - 2006年）
- 三菱自動車 グランディス （2006年）
- ホーチキ 「火災報知器」（2007年）
- バンダイ 「ドラゴンボールZ爆裂インパクトカードゲーム」（2007年）
- TBS 「ココロ元気WEEK」キャンペーン（2011年6月）

### 広告
- バンダイ 「キャラクターパジャマ」（POP）（2003年）
- ナイスディファミリー 「2004年夏号」（カタログ） （2004年）
- 髙島屋 「七五三」（DM）（2004年）
- 矢部プロカッティング 「制服」　（カタログ） （2004年）
- 扶桑レクセル（パンフレット 他）（2004年）
- 京王百貨店 「春のキッズコレクション」（DM） （2005年）
- イオン 「トップバリュー」（POP） （2005年）
- 大京 「ライオンズマンション聖蹟桜ヶ丘」（パンフレット） （2005年）
- 髙島屋 「2006年新入学」（カタログ）（2005年）